# Fairview (Kansas)
Pour les articles homonymes, voir Fairview.
Fairview est une ville américaine située dans le comté de Brown, au Kansas. Selon le recensement de 2020, sa population est de 260 habitants.